# 薛京
薛 京（ソル・キョン、朝: 설경、英: Sol Kyong、1990年6月8日 - ）は、北朝鮮出身の柔道家。階級は78 kg級。

## 人物
2010年のアジア競技大会70 kg級では決勝で韓国の黄藝瑟と対戦するが、開始早々頭を畳に突っ込みながら技を仕掛けたため、ダイビングの反則負けで2位にとどまった。2011年の世界選手権では準々決勝でフランスのリュシ・ドコスに大内刈で敗れると、敗者復活戦でも日本の國原頼子に内股の技ありで敗れて7位にとどまった。2012年のワールドカップ・ワルシャワでは決勝でオランダのキム・ポリングを谷落で破り国際大会初優勝を飾った。アジア選手権では3位となった。ロンドンオリンピックには、出場資格が得られる世界ランキング14位以内に入っていなかったために出場できなかった。2013年になると階級を78 kg級に上げて、アジア選手権で2位になった。世界選手権では、準々決勝で日本の佐藤瑠香を袖釣込腰の技ありで破るなどして決勝まで進むと、2009年の世界チャンピオンであるオランダのマリンド・フェルケルクとの対戦では先に指導2でリードされるものの、背負投の技ありで逆転勝ちして優勝を飾った。2014年8月の世界選手権では準決勝でフランスのオドレー・チュメオに敗れるなどして5位に終わった。9月のアジア競技大会では決勝で韓国の鄭敬美に指導2で敗れて2位だった。2015年3月のグランプリ・サムスンでは準決勝でイギリスのナタリー・パウエルに開始早々一本勝ちするも、その際に相手の関節を極めるような形で袖釣込腰を仕掛けたとして、畳を降りた後に失格が言い渡された。5月のアジア選手権では決勝で日本の梅木真美にGSに入ってから崩上四方固の一種抑込技三角固で敗れた。2016年4月のアジア選手権では日本の高山莉加に敗れて3位だった。2016年のリオデジャネイロオリンピックでは初戦でチュメオに敗れた。

## 主な戦績
- 2009年 - ユニバーシアード 無差別 5位

70 kg級での戦績
- 2010年 - アジア競技大会 70 kg級 2位 無差別 7位
- 2011年 - 世界選手権 7位
- 2011年 - グランプリ・青島 5位
- 2012年 - ワールドカップ・ワルシャワ 優勝
- 2012年 - アジア選手権 3位

78 kg級での戦績
- 2013年 - アジア選手権 2位
- 2013年 - ユニバーシアード 7位
- 2013年 - 世界選手権 優勝
- 2013年 - 東アジア大会 2位
- 2014年 -　グランプリ・ウランバートル 優勝
- 2014年 - 世界選手権 5位
- 2014年 - アジア競技大会 2位
- 2014年 - グランドスラム・アブダビ 3位
- 2014年 - グランプリ・青島　優勝
- 2015年 -　グランプリ・トビリシ　3位
- 2015年 - グランプリ・サムスン 5位
- 2015年 - アジア選手権 2位
- 2015年 - グランプリ・タシュケント 3位
- 2016年 -　グランプリ・サムスン　3位
- 2016年 - アジア選手権　3位

(出典、JudoInside.com)。　